# سيمون بارنت
سيمون بارنت (بالإنجليزية: Simon Barnett)‏ هو مقدم تلفزيوني نيوزيلندي، ولد في 23 مارس 1967 في أشبورتون ‏ في نيوزيلندا.

## وصلات خارجية
- سيمون بارنت على موقع IMDb (الإنجليزية)
- سيمون بارنت على موقع قاعدة بيانات الفيلم (الإنجليزية)